# Elze

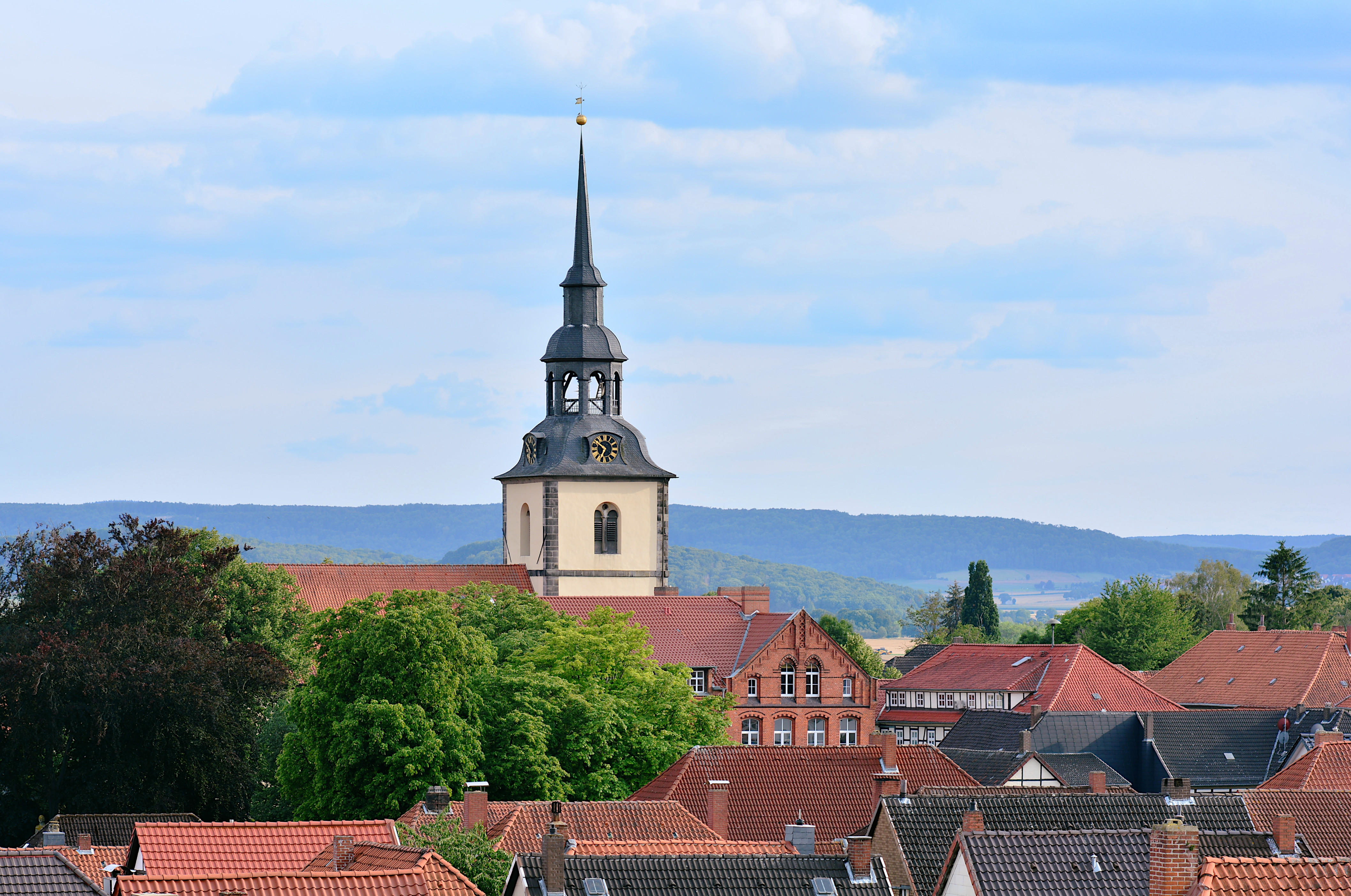
Peter und Paul Kirche und Rathaus

Elze (Aussprache: ['ʔe:lt͡sə]) ist eine Kleinstadt mit rund 9000 Einwohnern im Westen des Landkreises Hildesheim, die im Bereich der Metropolregion Hannover-Braunschweig-Göttingen in Niedersachsen liegt.
Die Stadt liegt an der Saale, einem Nebenfluss der Leine. Die Altstadt ist durch Fachwerkhäuser aus dem 16. und 17. Jahrhundert sowie im Zentrum um die Kirche durch den Stadtwiederaufbau nach dem Brand von 1824 geprägt.

## Geografie

### Lage
Die Stadt liegt westlich von Hildesheim am Nordrand des Niedersächsischen Berglandes mit Blick auf die Norddeutsche Tiefebene, auf das Schloss Marienburg, die Poppenburg und die Klosterkirche Wittenburg.

### Stadtgliederung
| Stadtteile | km²   | Einwohner (31.12 2024) |
| ---------- | ----- | ---------------------- |
| Elze       | 14,68 | 6071                   |
| Esbeck     | 07,05 | 0437                   |
| Mehle      | 09,67 | 1137                   |
| Sehlde     | 04,95 | 0433                   |
| Sorsum     | 02,46 | 0228                   |
| Wittenburg | 02,24 | 097                    |
| Wülfingen  | 06,65 | 0803                   |

(Quelle:)

## Geschichte

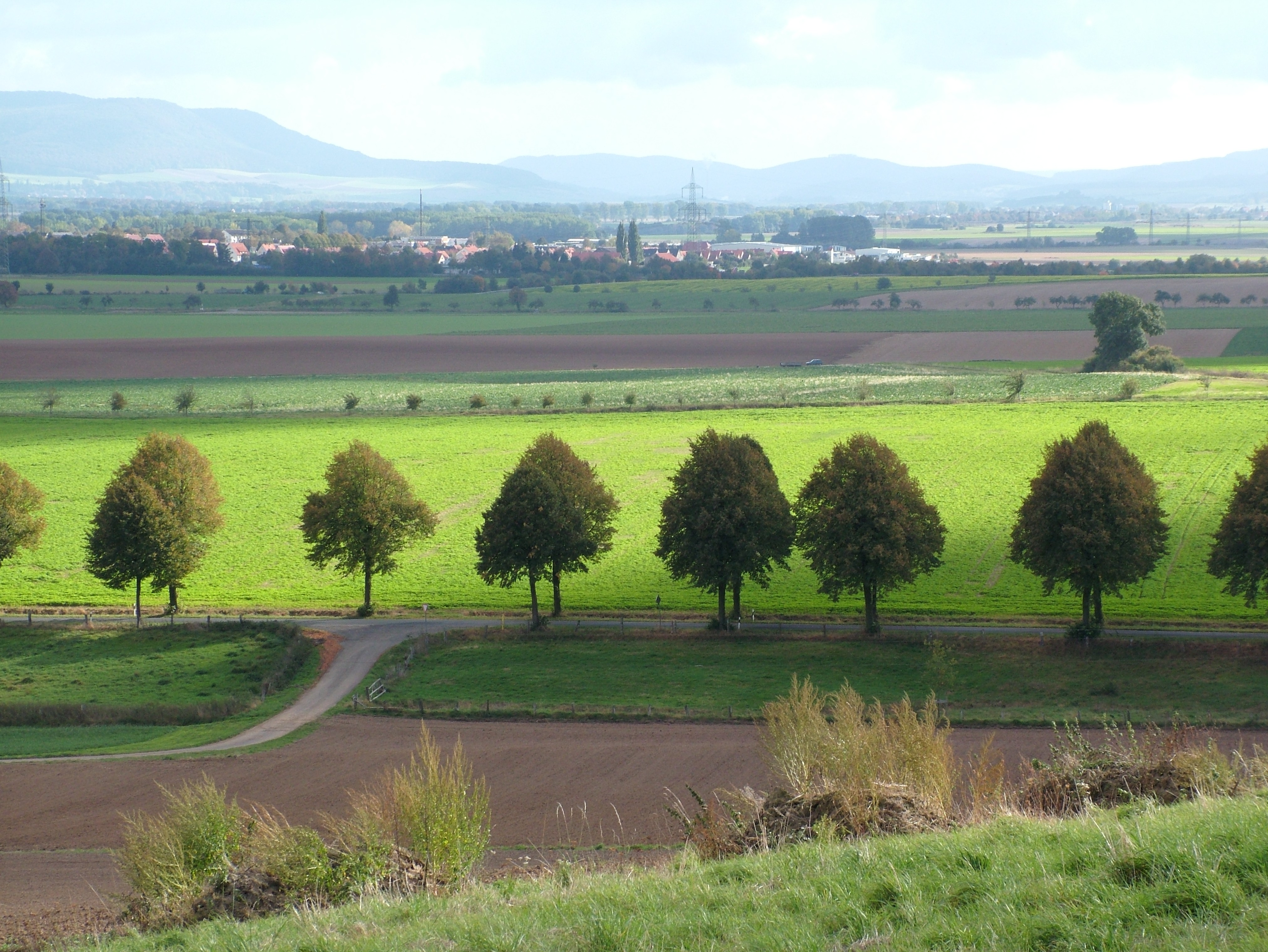
Blick vom Kloster Wittenburg ins Leinetal mit Elze

### Mittelalter
Bereits vor dem Jahr 800 siedelten in Elze Menschen. Zur Zeit Karls des Großen wurde der Ort Aula Caesaris (aula regia des Kaisers, also „Kaiserhof“), kurz Aulica genannt, woraus sich die Namen Aulze und Elze entwickelten. Elze war seit etwa 800 wohl der Sitz eines von Karl dem Großen gegründeten Bistums für Ostfalen unter dem Patrozinium des Apostels und ersten Papstes Petrus. Später wurde die Elzer Kirche dann als St. Petrus und Paulus neben dem „Apostelfürsten“ auch Paulus, dem bedeutendsten Missionar des Urchristentums, geweiht. Beide erscheinen noch heute im Ortswappen. Auch die katholische Kirche St. Petrus zu den Ketten von 1936/1953 erinnert an diese Tradition. Wann und wo genau der Geistliche Gunthar, der angeblich aus Rheims kam, seine Mission begann und wo er seinen ersten Bischofssitz nahm, ist nicht bekannt. Da Karl der Große mehrfach in Elze Heerlager nahm, ist anzunehmen, dass Gunthar von hier aus anfing. Man nimmt an, dass sein Nachfolger Rembert im Jahr 834 ins Amt kam. Da Ludwig der Fromme den Bischofssitz 815 nach Hildesheim verlegte, dürfte Gunthar diese Neugründung umgesetzt haben. Kaiser Ludwig stellte das Bistum jedoch unter das Patrozinium der Gottesmutter Maria.

### Neuzeit
Am Abend des 18. November 1824 wurden drei Viertel der Stadt bei einem Brand zerstört und danach wieder aufgebaut. Der rasch erfolgte Stadtwiederaufbau unter dem Hildesheimer Landbaumeister Wellenkamp mit der in Niedersachsen einzigartigen, klassizistisch geprägten Stadtmitte um Kirche, Rathaus, Apotheke und Posthof bestimmt das Stadtbild bis heute.

### Ortsname
Alte Bezeichnungen des Ortes sind 826–876 Aluchi, 1068 Alicga, um 1135 Aulica, 1151 Alitse, 1160 Eleze und 1204 Elze. Für den Ortsnamen stehen zwei Überlieferungsstränge nebeneinander: „Aulica/Aulika“ und „Alitse, Eleze, Eletse, Elze“. Bei „Aulica, Aulika“ liegt offensichtlich eine Latinisierung von „aula“ für „Halle, Fürstenhalle“ vor. Beim zweiten Überlieferungsstrang ist wahrscheinlich das germanische Wort „ulin“ für „faul, feucht, modrig“ die Grundlage.

### Eingemeindungen
Am 1. März 1974 wurden im Zuge einer Gemeindegebietsreform die umliegenden Dörfer Esbeck, Mehle, Sehlde, Sorsum, Wittenburg und Wülfingen eingemeindet.

### Konfessionsstatistik
Gemäß dem Zensus 2011 waren 59,6 % der Einwohner evangelisch, 10,6 % römisch-katholisch und 30,2 % waren konfessionslos, gehörten einer anderen Glaubensgemeinschaft an oder machten keine Angabe. Der Anteil der (evangelischen und katholischen) Kirchenmitglieder an der Gesamtbevölkerung ist seitdem jährlich um 1 Prozentpunkt gesunken. Mit Stand Dezember 2024 waren von den Einwohnern 44,1 % evangelisch, 8,4 % katholisch und 47,6 % waren konfessionslos oder gehörten einer anderen Glaubensgemeinschaft an.

## Politik

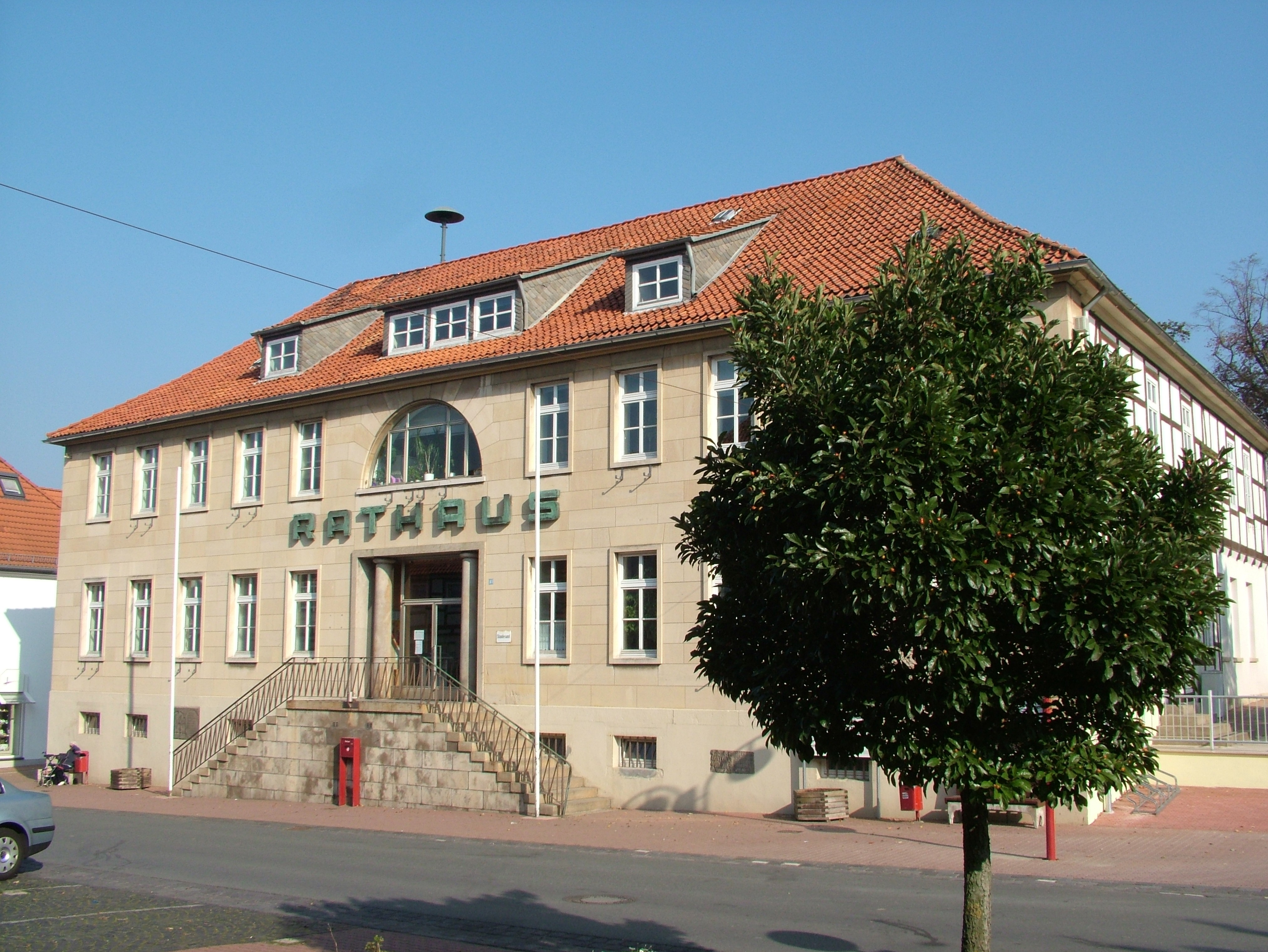
Das Rathaus in Elze

### Stadtrat
Der Rat der Stadt Elze besteht aus 24 Ratsfrauen und Ratsherren. Dies ist die festgelegte Anzahl für eine Gemeinde mit einer Einwohnerzahl zwischen 9001 und 10000 Einwohnern. Die Ratsmitglieder werden durch eine Kommunalwahl für jeweils fünf Jahre gewählt. Die aktuelle Amtszeit begann am 1. November 2021 und endet am 31. Oktober 2026.
Stimm- und sitzberechtigt im Rat der Stadt ist außerdem der hauptamtliche Bürgermeister.
Bei der Kommunalwahl 2021 ergab sich folgende Sitzverteilung:
| Stadtrat 2021Insgesamt 24 Sitze - Linke: 1 - SPD: 9 - Grüne: 3 - Piraten: 1 - UWG: 4 - CDU: 6 |

### Bürgermeister
Hauptamtlicher Bürgermeister der Stadt Elze ist Wolfgang Schurmann (parteilos). Bei der letzten Bürgermeisterwahl am 20. September 2020 wurde er mit 52,67 % der Stimmen gewählt. Seine Gegenkandidaten Andreas Baxmann (SPD) und Ulrich Bantelmann (UWE) erhielten 29,33 beziehungsweise 18,0 % der Stimmen. Die Wahlbeteiligung lag bei 58,36 %.

### Wappen

#### Neues Wappen von 1956
Das heutige Wappen wurde im Jahre 1956 durch den Niedersächsischen Minister des Innern genehmigt.
| Wappen von Elze | Blasonierung: „In Blau nebeneinander stehend die golden nimbierten und silbern gekleideten Heiligen Petrus und Paulus mit je einem roten Buch in der Linken; in der Rechten hält Petrus einen goldenen Schlüssel, Paulus ein silbernes Schwert mit goldenem Griff. Vor ihnen ein schwarzer Schild mit silbernen Schrägbalken, darin ein roter Stufenschrägbalken.“ |
| Wappen von Elze | Wappenbegründung: Auf Gedenksteinen und Ortssiegeln aus dem 16. Jahrhundert sind bereits die beiden Heiligen Petrus und Paulus zu sehen. Seit Mitte des 17. Jahrhunderts, als Elze Stadt geworden ist, werden beide im Schild einander gegenüber sitzend dargestellt, während im 19. Jahrhundert die Heiligen von den Stadtfarben Silber und Blau im Schild getrennt werden. Im Jahre 1956 wurde der schwarze Schild mit den Stufenschrägbalken, welcher das alte Wappen von Elze war, mit den beiden Heiligen zum neuen Ortswappen zusammengefügt. |

#### Altes Wappen von 1939
Der Stadt wurde das Wappen am 12. Januar 1939 durch den Oberpräsidenten der Provinz Hannover verliehen. Der Landrat aus Alfeld überreichte es am 23. Mai desselben Jahres.
| Wappen von Elze | Blasonierung: „In Schwarz ein silberner Schrägrechtsbalken, belegt mit rechtwinklig geknicktem Mäanderband in Rot.“ |
| Wappen von Elze | Wappenbegründung: Im frühen Mittelalter nennt sich ein Adelsgeschlecht nach seinem Wohnsitz Elze „de Eleze“ und führte im Wappen einen Schrägbalken mit rechtwinklig geknicktem Mäanderband, wie etliche noch erhaltene Siegel an Urkunden des 14. Jahrhunderts belegen. In Anlehnung an dieses Vorbild hatte sich die Stadt Elze das beifolgende Wappen in neuer Farbengestaltung gegeben. |

### Städtepartnerschaft und Städteverbund
Elze ist seit 1971 Partnerstadt der in der Normandie gelegenen französischen Gemeinde Écouché.
Elze ist Mitglied der Region Leinebergland, einem nach dem Leader-Ansatz gegründeten freiwilligen Zusammenschluss mehrerer Städte und Gemeinden in Südniedersachsen.

## Kultur und Sehenswürdigkeiten

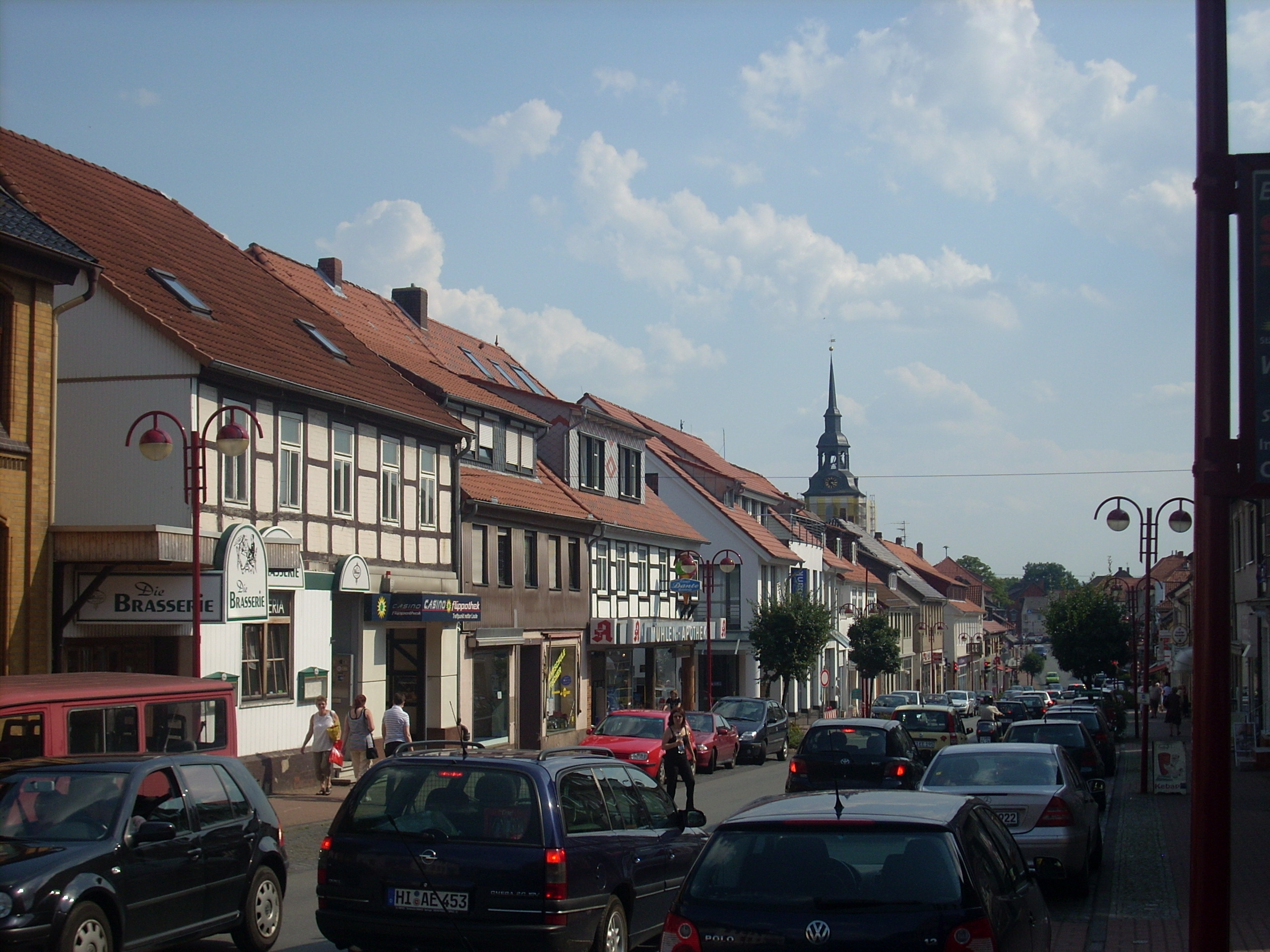
Die Hauptstraße in Elze

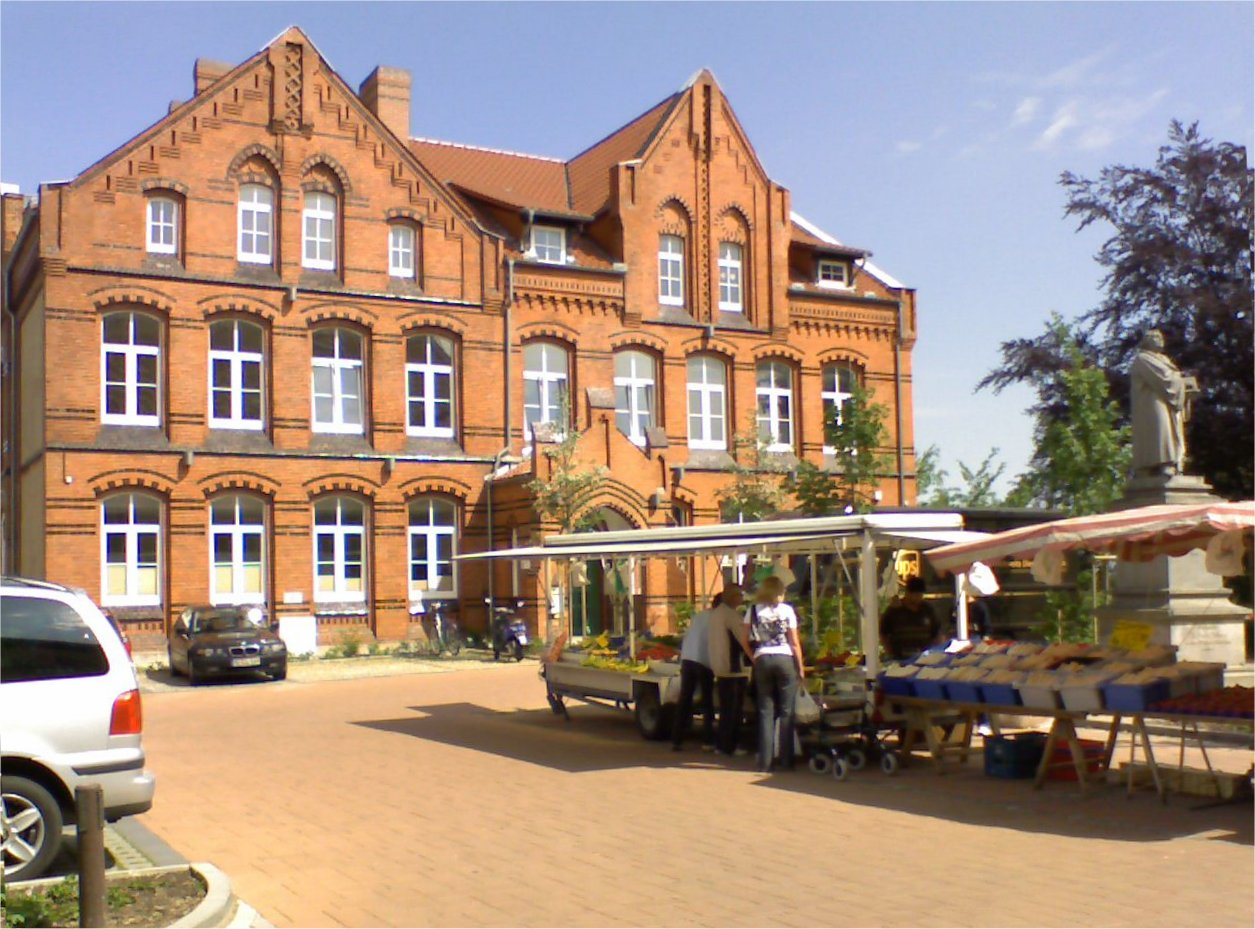
Elze, Kirchplatz mit ehemaliger Schule und Wochenmarkt

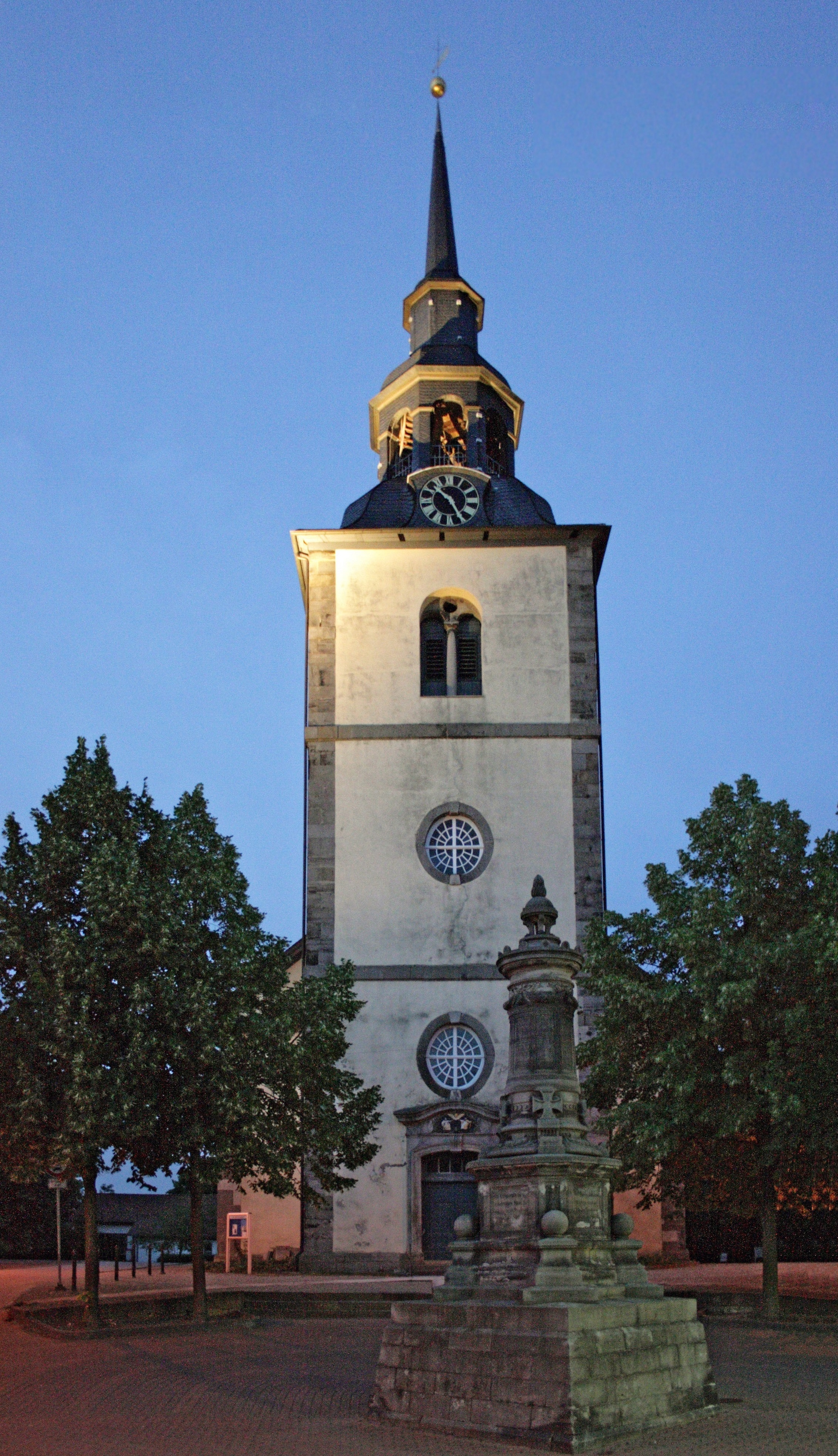
Evangelisch-lutherische Peter-und-Paul-Kirche

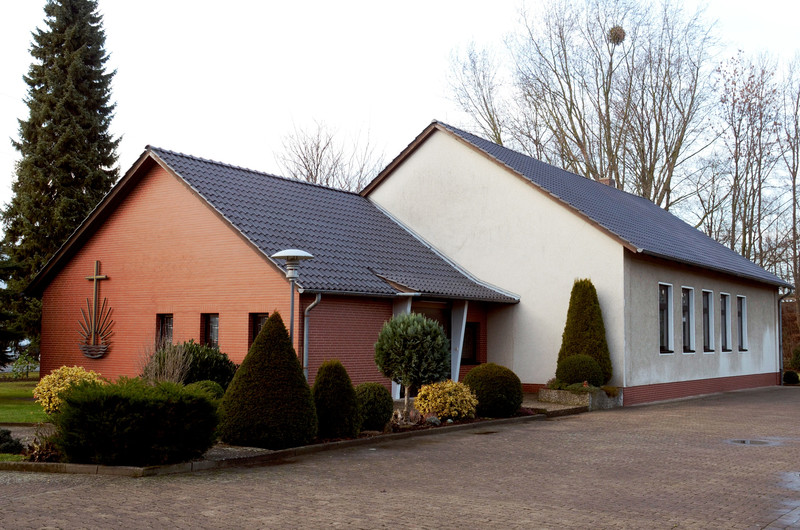
Neuapostolische Kirche

In Elze gibt es ein Heimatmuseum (Mühlenstraße 14), einen Stadtpark, ein beheiztes Freibad (2016 saniert) und mehrere Sporteinrichtungen. Insgesamt existieren in Elze 45 Vereine und Verbände.

### Bauwerke
- Die evangelisch-lutherische Peter und Paul-Kirche an der Hauptstraße
- Die katholische Kirche St. Petrus zu den Ketten an der Schmiedetorstraße (siehe auch Geschichte)
- Sehenswert ist der Bahnhof Elze an der ehemaligen Hannöverschen Südbahn, der 1853 und 1854 von dem Architekten Conrad Wilhelm Hase in Backstein und Rundbogenstil gebaut wurde.

### Naturschutzgebiet „Leineaue zwischen Gronau und Burgstemmen“
Das Naturschutzgebiet Leineaue zwischen Gronau und Burgstemmen liegt zwischen Gronau (Leine) und Burgstemmen und stellt einen Ausschnitt des Mittellaufs der Leine mit ihrer Aue und Teilen der Hänge des Rammelsberges und des Uthberges im Osten unter Schutz. Die periodisch überflutete Niederung wird geprägt vom mäandrierenden Flusslauf mit Altarmen und Flutmulden. Die Leine wird vielfach von Auwaldresten begleitet. Daneben sind Feuchtwiesen und staudenreiche Brachflächen zu finden. Die in das Naturschutzgebiet einbezogenen Hänge sind durch Wälder und Gebüsche sowie Reste von Magerrasen und Streuobstwiesen geprägt. Im Süden des Naturschutzgebietes liegt ein ehemaliges Tonabbaugebiet in der Leineniederung. Das Gebiet wird von einem Nebeneinander von Teichen, Verlandungs- und Röhrichtzonen und anschließenden Feuchtwiesen geprägt. Es stellt ein bedeutendes Brut-, Rast- und Überwinterungsbiotop für Wasservögel dar.

### Regelmäßige Veranstaltungen
- Jeden 1. Mai stellt der Ortsverein Elze des Technischen Hilfswerks (THW) den Elzer Maibaum auf.
- Jeden Dezember finden im Schulzentrum Elze die Elzer Fußball-Schulmeisterschaften statt, wobei fünf Schulen teilnehmen und in mehreren Wettkampfklassen die Schulmeisterschaft ausspielen.
- Jährlich findet von April bis September der „Wittenburger Sommer“ statt.
- Jährlich am letzten Samstag vor Rosenmontag findet der „Puschenball“, die traditionelle Faschingsfeier des MTV Elze, statt.

## Wirtschaft und Infrastruktur

### Wirtschaft

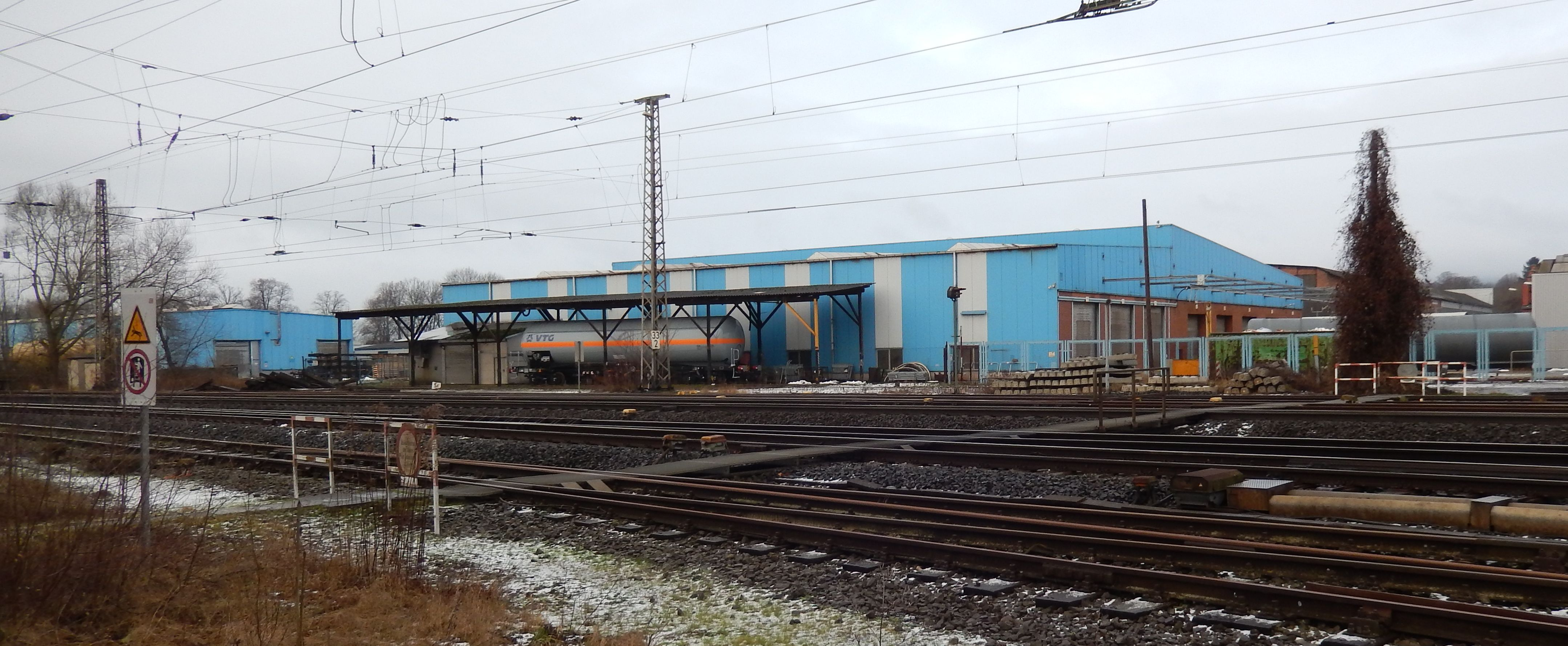
Waggonbau Graaff

An der Bahnlinie im Osten der Stadt haben sich einige Industriebetriebe niedergelassen, insbesondere die Waggonbau Graaff GmbH (seit 2008 zur VTG AG gehörend) und die 2017 nach 119 Jahren aufgegebene Pleissner GmbH (Grau- und Sphäroguss).

### Öffentliche Einrichtungen
Es gibt in Elze einschließlich der umliegenden Dörfer fünf Kindertagesstätten und eine Kinderkrippe. Als besonderen Service hat die Stadt Elze vor einigen Jahren einen Busdienst eingerichtet. Damit kann gewährleistet werden, dass die Sorgeberechtigten entlastet werden und nicht zwingend die nächstgelegene Kindertagesstätte gewählt werden muss.

### Bildung
Es gibt in Elze einschließlich der umliegenden Ortsteile fünf Schulen.
An der Bahnlinie, jedoch nordöstlich der Stadt gelegen, befindet sich die Christophorus-Schule „Jugenddorf Elze“. Das staatlich anerkannte Gymnasium gehört zu dem der evangelischen Kirche nahestehenden Christlichen Jugenddorfwerk Deutschlands (CJD) und beherbergt neben dem Schulbetrieb mit Internat und Sporteinrichtungen eine Musikschule, einen Kindergarten und einen Reiterhof. Zuletzt wurde das Elzer Sport- und Gesundheitszentrum des CJD Elze gebaut und fertiggestellt, die neue Sporthalle ist das Prachtstück der Einrichtung.
Das CJD betreibt darüber hinaus in Elze eine Förderschule mit sonderpädagogischen Förderschwerpunkten sowie, seit 2019, eine Realschule.
In der Kernstadt Elze und im Ortsteil Mehle gibt es jeweils eine Grundschule.

### Verkehr
Die Stadt ist Verkehrsknotenpunkt auf den Eisenbahnstrecken Hannover–Göttingen („Hannöversche Südbahn“) und Hameln–Hildesheim („Weserbahn“). Die Verbindung der Ortsteile untereinander und mit Nachbarorten übernehmen mehrere Überland- und zwei Stadtbuslinien der Regionalverkehr Hildesheim GmbH (RVHI). In Elze kreuzen sich die B 3 und die B 1.
Bahnhof Elze
Im Bahnhof Elze (Han) halten im Fernverkehr einzelne ICE-Züge der Linie 26. Es bestehen im Schienenpersonennahverkehr umsteigefreie Verbindungen Richtung Hannover, Göttingen, Hildesheim/Bodenburg und auf der Weserbahn nach Hameln – Löhne (Westf). Der Bahnhof Elze wird mit Ausnahme nächtlicher Stunden im Stundentakt bedient.
| Zuggattung               | Linienverlauf | Takt   | Betreiber                      |
| ------------------------ | --- | ------ | ------------------------------ |
| RE 2                     | Metronom (Uelzen – Celle –) Hannover – Nordstemmen – Elze – Kreiensen – Northeim – Göttingen | 60 min | metronom Eisenbahngesellschaft |
| RB 77                    | Weser-Bahn: Herford – Löhne (Westf) – Bad Oeynhausen Süd – Vlotho – Rinteln – Hessisch Oldendorf – Hameln – Coppenbrügge – Marienau (Coppenbrügge) – Osterwald – Elze (Han) – Nordstemmen – Emmerke – Hildesheim Hbf In Hildesheim Durchbindung einiger Züge als RB 79 bis Bodenburg Stand: 3. Februar 2025 | 60 min | Start Deutschland              |
| Stand: 12. Dezember 2021 | |        |                                |

## Persönlichkeiten

### Söhne und Töchter der Stadt Elze
- Justus Gesenius (1601–1673), Theologe und Kirchenliederdichter, wurde im Ortsteil Esbeck geboren
- Johann Philipp Conrad Falcke (1724–1805), Jurist, Hof- und Kanzleirat
- Friedrich Gottfried Rettig (1802–1866), Schriftsteller, lutherischer Theologe und Generalsuperintendent
- Friedrich Haarstick (1829–nach 1895), Maler und Fotograf
- Alexander Sostmann (1833–1908), Verwaltungsjurist im Land Hadeln
- Ferdinand Wallbrecht (1840–1905), Architekt und Politiker
- Eduard Roese (1855–1918), Gymnasiallehrer und Historiker
- Louis Krüger (1857–1923), Mathematiker und Geodät
- Philipp Furtwängler (1869–1940), Mathematiker
- Günter Halm (1922–2017), Militär, Träger des Ritterkreuzes und des Bundesverdienstkreuzes
- Reinhard Nesper (* 1949), Chemiker und Hochschullehrer
- Andreas Bovenschulte (* 1965), amtierender Bremer Bürgermeister und Präsident des Bremer Senats

### Persönlichkeiten, die mit der Stadt Elze in Verbindung stehen
- Philipp Furtwängler (1800–1867), Orgelbauer, in Elze tätig und verstorben
- Heinz W. Krückeberg (1927–2015), Schauspieler, wohnhaft im Ortsteil Wülfingen
- Władysław Kozakiewicz (* 1953), Leichtathlet und Sportlehrer, unterrichtete an der CJD Christophorusschule in Elze
- Hendrik Hahne (* 1986), Fußballspieler, seinerzeit wohnhaft im Ortsteil Esbeck